# Petra, criada para todo
Petra, criada para todo es una serie de historietas creada por el autor español Escobar en 1954.

## Trayectoria editorial
Se publicó por primera vez en el número 1.204 de la revista Pulgarcito.
También se publicó en "Mortadelo Especial" en 1975, y continuó en Pulgarcito hasta su desaparición a mediados de los años 80.

## Argumento y personajes
La protagonista de la serie es Petra, bajita y algo rechoncha (aunque con el tiempo, Escobar la fue dibujando más esbelta), de enorme nariz y característico peinado "à la garçon". Lleva siempre su uniforme de empleada de hogar: traje negro con cofia y delantal blancos. Procede del campo (en alguna historieta es visitada por sus parientes), y no termina de adaptarse a la vida en la ciudad. Petra es la criada (también llamada en la época "chacha", de "muchacha") de doña Patro, alta, gruesa y de abundante cabellera rubia. El humorismo de la serie surge de la relación entre ama y criada: se satiriza tanto la ingenuidad pueblerina de Petra como las pretensiones de la irascible y exigente doña Patro.
Según el autor, el personaje está inspirado en una tal María que conoció cuando trabajaba en la oficina de telégrafos de Granollers. Como Petra, trabajaba de criada e, igual que ella, añoraba constantemente su pueblo, en la provincia de Huesca.